# Daniel Figallo
Daniel Augusto Figallo Rivadeneyra (n. Lima, 12 de junio de 1961) es un abogado y docente universitario peruano. Fue Ministro de Justicia y Derechos Humanos del Perú, desde el 15 de mayo del 2013 hasta el 17 de febrero de 2015 en el gobierno de Ollanta Humala.

## Biografía
Hijo de Guillermo Figallo Adrianzén y Margarita Rivadeneyra León, hija de Margarita León Barandiarán, hermana del destacado abogado, jurista, profesor universitario y político José León Barandiarán, por tanto su sobrino nieto {fact} y bisnieto de Augusto F. León Paredes,[cita requerida] Diputado por Lambayeque 1901-1912 y vicepresidente de la Cámara de Diputados en 1908.   Estudió Letras y Ciencias Humanas en la Pontificia Universidad Católica del Perú (1978-1980), así como Derecho y Ciencias Políticas en la Universidad San Martín de Porres (1995-1997), en donde se recibió como abogado. Tiene estudios de Maestría en Derecho con mención en Derecho Constitucional.
Está especializado en Derecho Constitucional y Penal.
En el 2005, se desempeñó como secretario relator encargado del Tribunal Constitucional del Perú.
En el 2010, fue director Nacional de Justicia del Ministerio de Justicia y Presidente del Consejo de Defensa Judicial del Estado en delegación del Ministro de Justicia.
En el 2011, se desempeñó como Asesor Jurisdiccional en la Comisión de Resoluciones Judiciales del Tribunal Constitucional.
Fue Viceministro de Derechos Humanos y Acceso a la Justicia, del 24 de febrero al 23 de julio de 2012. Impulsó la formulación del Plan Nacional de Derechos Humanos 2012-2016.
En agosto del 2012, asumió como Viceministro de Justicia, cargo que ejercía hasta su nombramiento como Ministro en el 2013.
Como docente ha tenido a su cargo la Cátedra de Derecho Constitucional Peruano y Derecho Procesal Constitucional de la Universidad de Lima. Fue docente en el curso de Derecho Procesal Constitucional (actualización) de la Universidad Inca Garcilaso de la Vega entre 2007 y 2011.
En junio de 2015, fue elegido como miembro del Comité de las Naciones Unidas contra las Desapariciones Forzadas para el periodo 2015-2019

### Ministro de Justicia y Derechos Humanos
El 15 de mayo del 2013, el presidente Ollanta Humala le tomó juramento como Ministro de Justicia y Derechos Humanos del Perú, en reemplazo de la saliente ministra de dicho sector, Eda Rivas Franchini, que pasó a ocupar la cartera de Relaciones Exteriores, a raíz de la renuncia del canciller Rafael Roncagliolo. La ceremonia se realizó en el Salón Dorado de Palacio de Gobierno.
A fines de 2014 protagonizó un escándalo, originado por el interés que evidenció por la situación legal del prófugo empresario Martín Belaunde Lossio (involucrado en el sonado caso “La Centralita”) durante una reunión sostenida con el exasesor presidencial Eduardo Roy Gates y la procuradora Yeni Vilcatoma. Luego Figallo llamó a esta última para preguntarle si Belaunde podía acogerse a la colaboración eficaz. Vilcatoma grabó la conversación y lo difundió en los medios, dejando entrever que el ministro la estaba presionando para favorecer al prófugo Belaunde. Figallo despidió de su cargo a Vilcatoma por televisión, aduciendo que le había perdido la confianza; a lo que Vilcatoma replicó exigiendo al presidente Humala la renuncia de Figallo por intromisión en un caso judicial. También se supo que Figallo se había reunido con el fiscal del caso “La Centralita”, Marco Huamán. El ministro quedó así fuertemente cuestionado y la oposición al gobierno exigió su retiro del gabinete ministerial como condición para entablar un diálogo con el gobierno. Ello se concretó el 17 de febrero de 2015, siendo reemplazado por Fredy Otárola Peñaranda, que hasta entonces había sido ministro de Trabajo y Promoción del Empleo.